# Онешты (Единецкий район)
Онешты (рум. Onești, Онешть) — село в Единецком районе Молдавии. Наряду с селом Зэбричень входит в состав коммуны Зэбричень.

## География
Село расположено на высоте 168 метров над уровнем моря.

## Население
По данным переписи населения 2004 года, в селе Онешть проживает 1196 человек (555 мужчин, 641 женщина).
Этнический состав села:
| Национальность | Число жителей | Процентный состав |
| -------------- | ------------- | ----------------- |
| молдаване      | 1163          | 97.24             |
| украинцы       | 22            | 1.84              |
| русские        | 10            | 0.84              |
| румыны         | 1             | 0.08              |
| Всего          | 1196          | 100%              |